# HKK Zrinjski Mostar
HKK Zrinjski  je hrvatski košarkaški klub iz Mostara.

## Povijest
U jeku ratnih događanja u Mostaru 1992. godine, nekolicina entuzijasta na čelu s Marijofilom Džidićem utemeljuju Hrvatski košarkaški klub Zrinjski. Osnivačka skupština, zbog ratnih djelovanja u Mostaru, održana je 23. listopada 1992. godine u Međugorju.
Svoju prvu službenu utakmicu, košarkaši Zrinjskog igraju u Dubrovniku, a boje kluba branili su: Josip Kožul, Jozo Prskalo, Samir Lerić, Marinko Erić, Dženan Rahimić, Toni Blažević, Mario Bogdanović, Darko Andrić, Eldin Karić, Davor Kraljević, Nihad Šoše i Dragan Pavlović.
U svojoj prvoj natjecateljskoj sezoni natječu se u Drugoj hrvatskoj ligi – Jug, uz odobrenje HKS, i bez obzira na tek formiranu ekipu, igrali su vrlo važnu ulogu i bili pravo osvježenje u ovoj ligi, i odužili se svima koji su im omogućili natjecanje, odličnim igrama, pogotovo na “svom” parketu u Metkoviću, gdje je bilo privremeno sjedište.
To je trajalo dvije godine, sve dok 1994. godine kadetima Zrinjskog nije bilo, nakon što su bili pobjednici u svojoj grupi, HKS zabranio nastupanje u završnici prvenstva uz obrazloženje da su iz druge države. Tada Upravni odbor Zrinjskog donosi odluku o istupanju iz daljnjeg natjecanja u Hrvatskoj i pokreće inicijativu za osnivanje Košarkaškog saveza Herceg-Bosne.
U premijernoj sezoni 2. ABA lige nastupio je HKK Zrinjski, koji je sudjelovanje izborio izravnim plasmanom na osnovu rezultata u nacionalnom prvenstvu.
Po prvi puta u svojoj povijesti HKK Zrinjski osvojio je i titulu prvaka BiH. Nakon što tijekom cijele sezone 2017./2018. dominirao Prvenstvom BiH zasluženo je osvojio prvo mjesto Prvenstva BiH pobijedivši tada u finalu aktualne prvake momčad Igokee na njihovom terenu ukupnom serijom od 3:1.

## Uspjesi
- Prvenstvo Bosne i Hercegovine:
  -  Prvаk (1): 2017./18.
- A1 liga Herceg-Bosne:
  -  Prvаk (1): 2003./04.

## Poznati igrači
- Bojan Bogdanović
- Josip Sesar
- Marin Rozić
- Željko Šakić
- Ante Mašić
- Pero Dujmović
- Vedran Princ
- Mario Petric

## Poznati treneri
- Nedjeljko Zelenika
- Rudolf Jugo
- Dejan Parežanin
- Boris Džidić
- Ivan Vujičić
- Zoran Glomazić
- Hrvoje Vlašić

## Vanjske poveznice
- Službene stranice HKK Zrinjski HT Mostar  Arhivirana inačica izvorne stranice od 21. listopada 2013. (Wayback Machine)